# Partit Verd (Noruega)
El Partit Verd o Partit Mediambientalista Els Verds (Bokmål Miljøpartiet De Grønne, nynorsk Miljøpartiet Dei Grøne, sami septentrional Birasbellodat Ruonát) és un partit polític de Noruega creat l'octubre del 1988 de la unió d'una sèrie de llistes electorals locals ecologistes. El partit no té representació parlamentària (0,1% a les eleccions legislatives noruegues de 2005), però té representació a alguns consells municipals (0,7% en les eleccions de 2007).
El partit no té un líder en el sentit tradicional del terme, sinó que és dirigit per la junta nacional que consta de cinc persones. Entre els membres del consell, dues persones (en l'actualitat, Une Aina Bastholm i Arild Hermstad), actuen com a portaveus nacionals del partit. Tots els representants dels partits són elegits durant la convenció anual.

## Resultats electorals
| Any  | Vots    | Vots | Escons  | Escons | Pos. | Govern            |
| Any  | #       | %    | #       | ±      | Pos. | Govern            |
| ---- | ------- | ---- | ------- | ------ | ---- | ----------------- |
| 1989 | 10,136  | 0.4  | 0 / 165 | Nou    | 9è   | Extraparlamentari |
| 1993 | 3,054   | 0.1  | 0 / 165 | =      | 12è  | Extraparlamentari |
| 1997 | 5,884   | 0.2  | 0 / 165 | =      | 11è  | Extraparlamentari |
| 2001 | 3,785   | 0.2  | 0 / 165 | =      | 13è  | Extraparlamentari |
| 2005 | 3,652   | 0.1  | 0 / 169 | =      | 12è  | Extraparlamentari |
| 2009 | 9,286   | 0.3  | 0 / 169 | =      | 10è  | Extraparlamentari |
| 2013 | 79,152  | 2.8  | 1 / 169 | 1      | 8è   | Oposició          |
| 2017 | 94,427  | 3.2  | 1 / 169 | =      | =    | Oposició          |
| 2021 | 117,647 | 3.9  | 3 / 169 | 2      | =    | Oposició          |